# Energeia
Ne doit pas être confondu avec enargeia.
L’energeia (en grec ἐνέργεια), est un concept majeur de la philosophie aristotélicienne. Il exprime le processus selon lequel la puissance se réalise en acte. 

## Théorisation aristotélicienne
Aristote introduit ce concept afin de répondre à la question de l'unité du réel, qui n'apparaît pas comme une série de choses statiques mais comme une  myriade dynamique d’actes, de  puissances et de mouvements. Il vise à rendre intelligible la manière dont la forme s'engage, s'actualise et se déploie dans l'être. Le Stagirite développe en particulier cette notion dans sa Métaphysique, qu'il articule avec celle de dynamis : cette dernière renvoie à l'évolution de l'être et l’energeia à son accomplissement. Autrement dit, l'energeia correspond au fondement de l'être du point de vue de sa forme (et non de sa matérialité ou de sa composition physique), qu'il s'agisse de l'être en tant qu'il est mû (energeia atêlès) ou de l'être en tant qu'il est (energeia teleia). 
Aristote infléchit le sens de ce concept au fil de son élaboration théorique, neuf ou dix significations pouvant être répertoriées dans son œuvre. L’energeia peut ainsi correspondre à l'actualisation d'un phénomène, donc au processus, à la perfection de son accomplissement et à l'acte lui-même. Le terme se distingue de kinesis (ou mouvement), qui se rapporte aux processus animés par un but extérieur : l’energeia correspond aux processus autonomes, n'ayant pas d'autres buts qu'eux-mêmes. Il est achevé sur le plan ontologique, tandis que la kinesis est un phénomène transitoire qui disparaît en s'accomplissant. 

## Postérité
Dans le sixième livre des Énnéades, Plotin reproche à Aristote de ne pas distinguer deux niveaux de l'energeia atêles, le niveau dynamique du mouvement et le niveau cinématique du parcours effectué par l’objet en mouvement. Selon lui, la distinction entre energeiai complètes et incomplètes est injustifiable tant que les phénomènes empiriques ne sont pas nettement séparés de leurs causes. Autrement dit, il est nécessaire de distinguer la cinématique et la dynamique pour lever les apories dans la compréhension du mouvement naturel.
Wilhelm von Humboldt reprend et module cette notion dans sa théorie énergétique du langage, qu'il conçoit comme une activité créatrice. Distinguant la forme (Sprachform) et la force du langage (Sprachkraft), le philosophe allemand explique que le signe linguistique résulte d'un processus d'actualisation des représentations ou des contenus de la conscience. Le réemploi de ce concept tout d'abord métaphysique dans le champ de la linguistique permet de mettre l'accent sur le caractère primordialement praxique et vivant du langage.